# 自然堤防

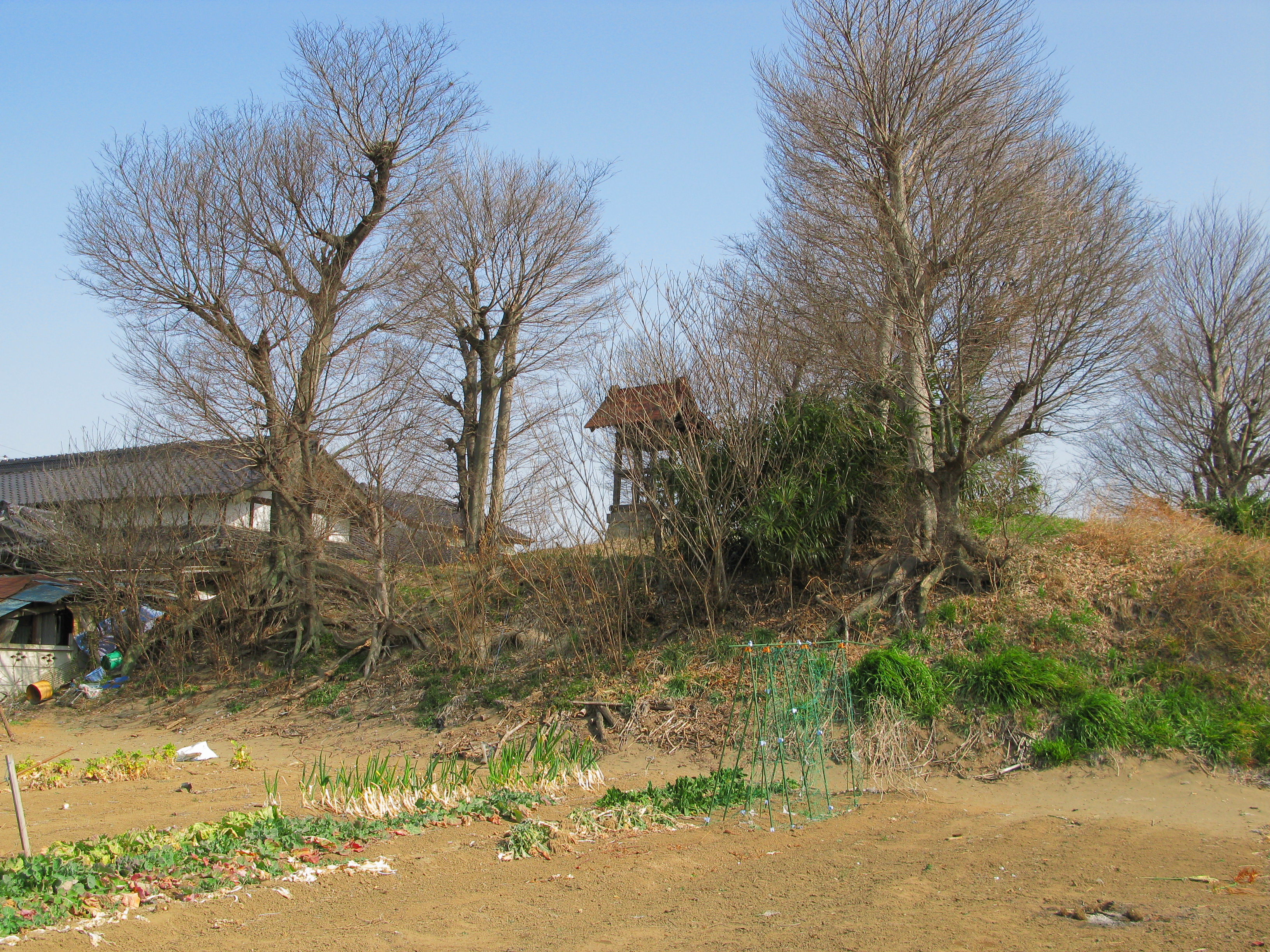
羽生市下岩瀬地区に存在する会の川（昔の利根川）の自然堤防。高さ約2.5mと比較的大規模である。

自然堤防（しぜんていぼう、英語: natural levee）は、河成堆積地形、微地形の一種で、河川の流路に沿って形成される微高地をいう。洪水を繰り返す河川の下流部で発達し、氾濫原に限らず扇状地や三角州などにも分布する。なお、自然堤防帯は狭義の氾濫原の別称である。

## 形成過程
洪水時に多くの砕屑物（礫、砂、泥）を押し流している河川の水が、流路から越流しはじめて氾濫水となると、それまでの流水のもつ力が急に小さくなり砕屑物を運搬する力を失い、砕屑物のうち粗粒なものが流路の両岸に堆積することで形成される。これは、流水が砕屑物を運搬する力（掃流力）が、水深が小さいほど弱くなるためとされる。すなわち、河道から越流した氾濫水は、それまでの河道を流れる水よりも急激に水深が小さくなることにより、越流しはじめた地点（河岸沿い）に堆積が生じる。洪水が収まると川の流れは通常の流路に戻るが、両岸の堆積物は取り残され、これが繰り返されることによって流路沿いに顕著な微高地が形成される。流路の変遷が激しい河川では、自然堤防の分布から過去の流路を推測することも可能である。
自然堤防は氾濫原の微地形として有名であるが、その上流の扇状地や、下流の三角州などにも分布している。構成物質（地質）は、河成堆積地形の小地形により異なり、上流側に発達する扇状地の自然堤防ほど礫質であり、下流側に発達する三角州の自然堤防ほど泥質を示す。
流路（河道）に近い箇所では礫や砂が堆積し、堤防背後の低地にはシルトや泥が堆積する。

## 土地利用

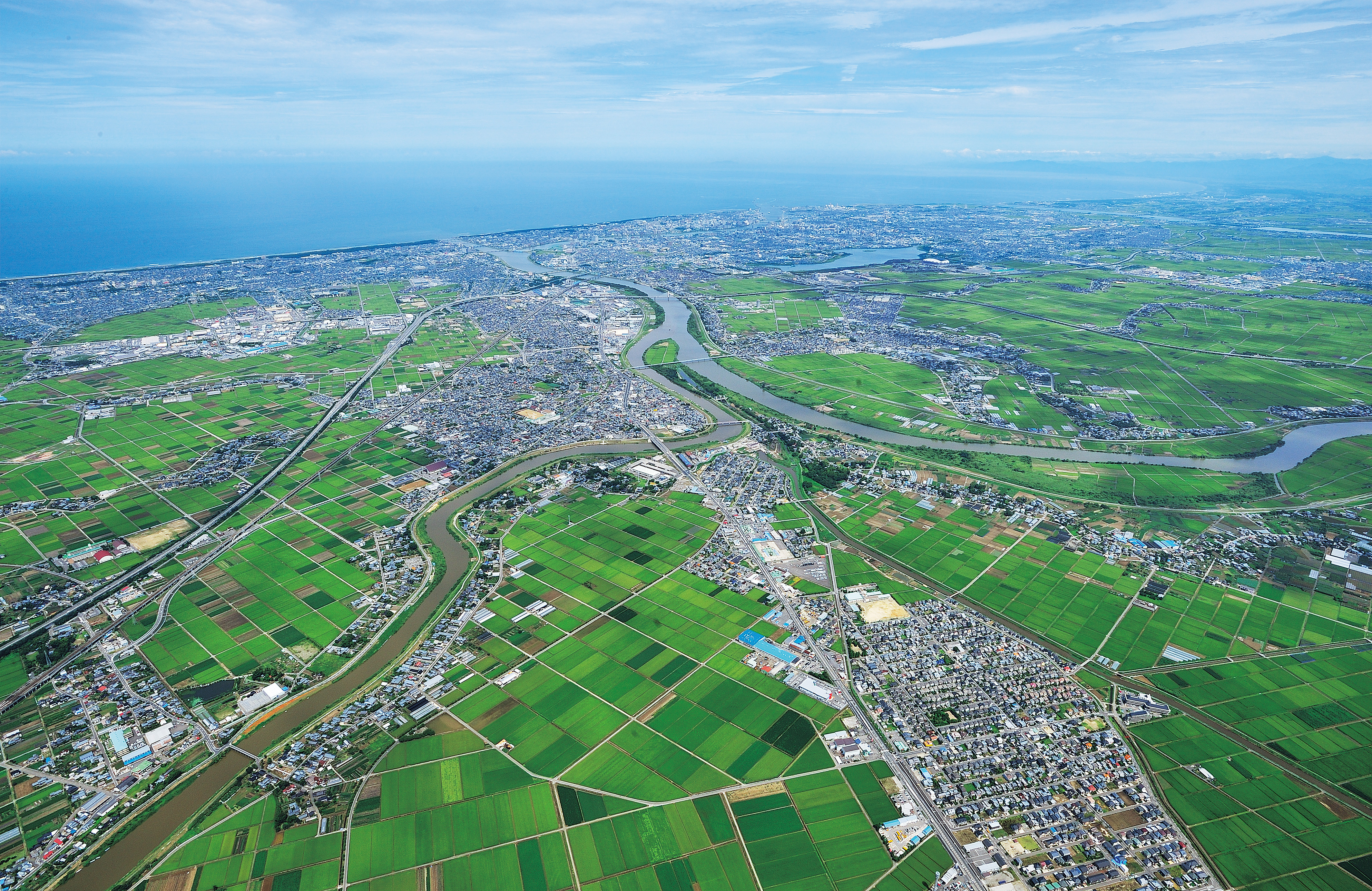
河川や旧河道（右上）脇に曲線状に発達する古くからの集落と後背湿地の新興住宅地（新潟市郊外）

自然堤防は流路側および背後（流路と反対側）に広がる後背湿地に対してわずかな高まりとなり、低湿な沖積低地の中では水はけが良い。そのために沖積低地において、古くからの集落はまず自然堤防上に立地し、また畑として利用される。岩木川下流の津軽平野や千曲川に沿った長野盆地におけるリンゴ栽培のように果樹園として利用されることも多い。
後背低地などの周囲の低地との比高は、多くの場合数 mに満たないものであり、地形図の等高線から読み取ることは難しい。土地利用の状況から、主に水田として利用されている後背低地との対比によって推定することも可能である。ただし、東京都区部東部の荒川・中川低地や大阪市東部の河内平野のように水田が埋め立てられて都市化の著しく進んだ所では、自然堤防と後背湿地を識別することは難しい。国土地理院などが刊行している地形分類図（土地条件図など）には、自然堤防などの微地形の分布が図示されており、防災上の情報を提供している。

## 自然災害リスク
沖積低地のなかでは周囲よりも比較的標高が高いため、小規模な河川氾濫や内水氾濫では浸水を免れる場合が多い。しかし、自然堤防は上述のとおり河川の氾濫によって生じた地形であることから、自然堤防の地盤高よりも少し高いところまで氾濫水が到達することが推測できる。したがって、大規模な河川氾濫では床上・床下浸水のリスクがある。
自然堤防が顕著に識別できる氾濫原では、砂質の堆積物によって形成された自然堤防が多く分布する。地震の揺れやすさは、泥質な地盤の後背低地よりは小さく、山地や台地と比較すると大きいと推定されている。一方で、砂質の地盤であることから液状化のリスクが考えられる。